# Элиас-Мар Омарссон
Элиас-Мар Омарссон (исл. Elías Már Ómarsson; родился 18 января 1995 года в Кеблавик, Исландия) — исландский футболист, нападающий китайского клуба «Мэйчжоу Хакка». Выступал за сборную Исландии.

## Клубная карьера
Омарссон — воспитанник клуба «Кеблавик». 16 сентября 2012 года в матче против «Фрама» он дебютировал в чемпионате Исландии. 14 июля 2013 года в поединке против «Брейдаблика» Элиас-Мар забил свой первый гол за «Кеблавик». В 2015 году Омарссон перешёл в норвежскую «Волеренгу». 9 мая в матче против «Стабека» он дебютировал в Типпелиге. 5 июля в поединке против «Одда» Элиас-Мар сделал «дубль», забив свои первые голы за «Волеренгу».
Летом 2016 года Омарссон был отдан в аренду в шведский «Гётеборг». 12 августа в матче против «Фалькенберга» он дебютировал в Аллсвенскан лиге. 28 августа в поединке против «Хельсингборга» Элиас-Мар забил свой первый гол за «Гётеборг». По окончании аренды клуб выкупил трансфер Омарссона.
Летом 2018 года Элиас-Мар перешёл в роттердамский «Эксельсиор». В матче против «Фейеноорда» он дебютировал в Эредивизи. 29 сентября в поединке против ВВВ-Венло Омарссон забил свой первый гол за «Эксельсиор».

## Международная карьера
В 2012 году в составе юношеской сборной Исландии Омарссон принял участие в юношеском чемпионате Европы в Словении. На турнире он сыграл в матчах против Франции и Германии.
16 января 2015 года в товарищеском матче против сборной Канады Омарссон дебютировал в сборной Исландии.